# Callogobius snelliusi
Callogobius snelliusi är en fiskart som beskrevs av Koumans, 1953. Callogobius snelliusi ingår i släktet Callogobius och familjen smörbultsfiskar. Inga underarter finns listade.